# 凯夫拉维克足球俱乐部
凯夫拉维克足球俱乐部，是冰岛雷恰内斯拜尔的一个足球俱乐部，为凯夫拉维克体育和青年俱乐部的分部。

## 比赛历史
凯夫拉维克自1956年起在冰岛足球联赛中参赛。该队每年也参加冰島盃的比赛及包括冰島聯賽盃在内的几个小型赛事。凯夫拉维克也参加过所有大型的欧洲比赛，诸如欧洲冠军联赛、欧足联欧洲联赛、欧洲优胜者杯及歐洲足協圖圖盃。